# Monsoon (singel)
Monsoon – anglojęzyczna wersja tytułu singla "Durch den Monsun" jest to pierwszy singel promujący anglojęzyczną płytę zespołu Tokio Hotel "Scream", znaną też pod tytułem "Room 483".
Światowa premiera teledysku do piosenki "Monsoon" zawartego na singlu miała miejsce 21 maja 2007 o godz. 15:00 na Vivie de, w programie Viva Live.